# 葉鳳翔
葉鳳翔（？—1601年），字德羽，號扶雲，直隶徽州府婺源縣雲莊人，明朝政治人物。

## 生平
萬曆二十二年甲午科順天府乡试第二十二名举人，二十三年（1595年）乙未科會試第三十二名，廷試三甲第四十二名進士，户部观政，本年六月授湖广江夏县知县，二十八年升南（京）刑部廣西司主事。二十九年卒。

## 家族
曾祖葉傑，庠生。祖葉允升，庠生。父葉時新。母汪氏。具庆下。弟凤起、凤翥、凤翀。娶程氏。子幼學、正學、敏學。